# Rádi-patak
A Rádi-patak a Gödöllői-dombságban ered, Rád északkeleti határában, Pest vármegyében, mintegy 160 méteres tengerszint feletti magasságban. A patak forrásától kezdve déli irányban halad, majd Rád déli részénél éri el a Gombás-patakot.

## Part menti település
- Rád